# Buckeye Table
Der Buckeye Table (englisch für Kastanientisch) ist eine 20 km lange und 3 bis 8 km breite Hochebene im westantarktischen Marie-Byrd-Land. In den Horlick Mountains nimmt sie den zentralen Teil der Ohio Range ein. Die schneebedeckte Ebene besitzt markante Kliffs an der Nordflanke und geht im Süden in das Polarplateau über.
Die Benennung erfolgte auf Vorschlag des Topografieingenieurs William Hanell Chapman (1927–2007) vom United States Geological Survey, der zwischen 1958 und 1959 Vermessungen der Horlick Mountains vornahm. Namensgebend ist der von der Ohio-Rosskastanie abgeleitete Spitzname Buckeye für den US-Bundesstaat Ohio bzw. für die Ohio State University, deren Wissenschaftler die Ohio Range und die übrigen Horlick Mountains zwischen 1960 und 1961 erkundeten.